# 過換気症候群
過換気症候群（かかんきしょうこうぐん、英語: Hyperventilation syndrome、略称 HVS）とは、精神的な不安や極度の緊張などによって過呼吸になり、血液がアルカリ性に傾くことにより生じる症状である。
英語ではその他に、別名：chronic hyperventilation syndrome (CHVS), dysfunctional breathing hyperventilation syndrome, cryptotetany, spasmophilia, latent tetany, central neuronal hyper excitability syndrome (NHS)など、いくつかの名称がある。
呼吸性アルカローシスとなり、四肢の痺れ、動悸、目眩等の症状が起こる。過呼吸症候群（かこきゅうしょうこうぐん）とも称されるが、一般に「過呼吸」と称されるものとの違いは原因が「精神的な不安」にあることであり、過呼吸症候群は呼吸を多く必要とする運動の後に起こるという点が異なるが、発症後の症状はほぼ同じである。

## 機序
何らかの原因で呼吸を必要以上に行うことがきっかけとなり発症する。パニック障害などの患者に多くみられるが、運動直後や過度の不安や緊張などから引き起こされる場合もある。
呼気からの二酸化炭素（CO2）の排出が必要量を超え動脈血のCO2濃度が減少して血液がアルカリ性に傾くため、息苦しさを覚える。そのため、無意識に延髄の中枢化学受容体が反射によって呼吸を停止させ、血液中のCO2を増加させようとする。しかし、大脳皮質は、呼吸ができなくなるのを異常と捉え、さらに呼吸させようとする。また、血管が収縮してしまい、軽度の場合は手足の痺れ、重度の場合は筋肉が硬直する。それらが悪循環になって発作が重くなる。

## 症状
過換気症候群によって引き起こされる症状には以下のようなものがある。
- 息苦しさ
- 呼吸が速くなる（呼吸を深くすると胸部に圧迫を感じる）
- 胸部絞扼感
- 動悸
- 目眩
- 手足や唇の痺れ（テタニー）
- 意識障害
- 死の恐怖を感じる
- （まれに）失神

直接的にこの症状が起因して死ぬ事はない。しかし心臓発作などを誘発するケースもある。
他の病気で発熱し、息が荒くなっただけで発症するケースもある。

## 発症しやすい人
- 几帳面、神経質な人
- 心配症であり、考え込んでしまう人
- 10～30代の若者：日本の救急外来においては20歳代の女性患者が圧倒的に多い[1][2]。

## 対処法

### 深呼吸
呼吸の速さと深さを自分で意識的に調整すれば2～3分で自然に治まる。しかし、患者本人にとっては簡単にできることではない。
万一発作が起きた場合は、介助者は患者を落ち着かせ、意図的にゆっくりと深呼吸をさせるなどの呼吸管理によって、二酸化炭素を増やしながらも、酸素を取り込んで、窒息しないように呼吸管理をすることが推奨されている。
具体的には、息を吐くことを患者に意識させ、「吸う：吐く」が1：2になるくらいの割合で呼吸する。一呼吸に10秒くらいかけて、少しずつ息を吐く。また息を吐く前に1～2秒くらい息を止めるくらいがベター。胸や背中をゆっくり押して、呼吸をゆっくりするように促す。

### 紙袋を使う方法
かつては紙袋などに口・鼻をあて、吐いた空気を再度吸い込むという行為をくり返し、血中の二酸化炭素濃度を上げる方法（ペーパーバッグ法）がしばしば試みられた。この場合、酸素不足にならないよう、少し隙間を作っておくなどの配慮が必要でその加減が難しく、袋を用いる方法は有効性よりもむしろリスクの方が大きいという意見もある。
誤った処置（袋をぴったりと口・鼻に当ててしまい、外気を遮断してしまうなど）により、発作時には、酸素が多すぎた状態から、一気にバランスが逆転し二酸化炭素が多くなり過ぎて、窒息死に至ったケースも報告されているという。
また頻呼吸や過剰呼吸が見られるのは過換気症候群だけではない。例えば肺水腫で呼吸が乱れているときにペーパーバッグ法を行なうと症状が悪化し、時に死をもたらすので、慎重な鑑別診断が必要である。

### 投薬
一般的に発作は数時間以内に自然寛解することが多いが、不安が強い場合は抗不安薬が投与される。パニック障害やうつ病などが元疾患として存在する場合は、その治療も行われる。